# Rote Zora

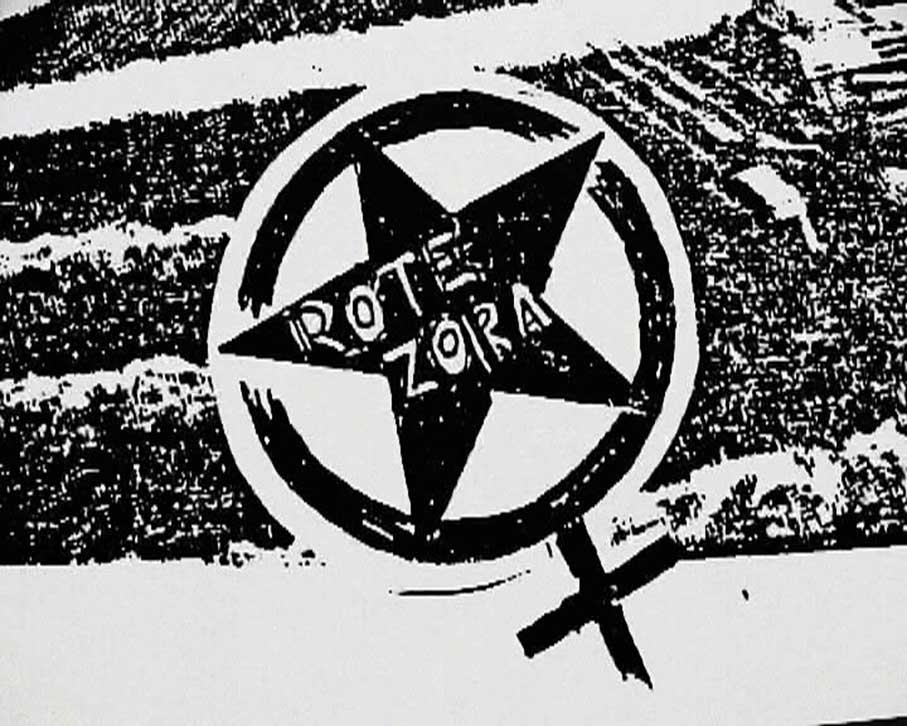
Logo Rote Zora

Rote Zora – zachodnioniemiecka radykalnie lewicowa feministyczna organizacja zajmująca się partyzantką miejską, działająca w latach 1974-1995.
Była organizacją kobiecą i feministyczną. Rote Zora deklarowała walkę ze zjawiskami takimi jak seksizm i rasizm. Celem ataków Rote Zora były głównie instytucje zajmujące się biotechnologią i technologią genetyczną oraz korporacje.

## Historia

### Komórki Rewolucyjne
Rote Zora rozpoczęła działalność w 1977 roku jako autonomiczne feministyczne ramię Komórek Rewolucyjnych, znaczącej radykalnie lewicowej organizacji terrorystycznej w Niemczech Zachodnich, która uważała się za rywala bardziej znanej Frakcji Czerwonej Armii.
Organizacja funkcjonowała już od 1974 r. jako „Kobiety z Komórek Rewolucyjnych” i zainicjowała swoje ataki w 1975 r., dokonując zamachu bombowego na budynek Federalnego Trybunału Konstytucyjnego w Karlsruhe, a w 1977 r. dokonując zamachu bombowego przed siedzibą Niemieckiego Stowarzyszenia Medycznego. Celem obu był protest przeciwko promowaniu ustaw antyaborcyjnych.

### Oddzielenie
W 1986 r. organizacja Rote Zora oddzieliła się od Komórek Rewolucyjnych, rozczarowana brutalnymi metodami innych ugrupowań lewicowych, które doprowadziły do ofiar śmiertelnych. Mimo że skład członków nadal w znacznym stopniu się pokrywał, Rote Zora rozpoczęła oddzielną kampanię, która z założenia miała nie krzywdzić. Ich pierwszym atakiem jako niezależnej organizacji było podpalenie Institute of Human Genetics na Uniwersytecie w Münster, gdzie skradziono również poufne dokumenty z instytutu i opublikowano je. W tym samym roku doszło do ataku bombowego na Society for Biotechnological Research w Brunszwiku.
W sierpniu 1987 roku organizacja wystąpiła przeciwko firmie Adler. Działaczki organizacji podpaliły dziewięć filii przedsiębiorstwa, powodując straty w wysokości 35 milionów marek. Atak był protestem przeciwko wyzyskiwaniu przez Adler pracowników. Ostatnim atakiem przeprowadzonym przez Rote Zora był zamach bombowy na stocznię w Bremie, gdzie budowano statki wojenne dla Turcji. Operacja miała miejsce w 1995 roku.